# The Tribute
The Tribute - kompilacja wydana przez Ash Nazg i Perverted Taste Productions, która zawiera utwory Burzum w wykonaniu innych grup blackmetalowych.

## Lista utworów
1. Veil - Ea, Lord of the Depths
2. Xasthur - Erblicket die Töchter des Firmaments
3. Ulfsdalir - Ein verlorener vergessener trauriger Geist
4. Kältetod - Bálferð Baldrs
5. Funeral Procession - Der Ruf aus dem Turm
6. Forefather - Beholding the Daughters of the Firmament
7. Wolfsmond - Ea, Lord of the Depths
8. Throndt - Jesus' Tod [sic!]
9. Nox Pestes - Verlorene Weisheit
10. Antiphrasis - Ea, Lord of the Depths
11. Arkenstone - Lost Wisdom